# Johnnie To
Johnnie To Kei-fung (22 de abril de 1955) es un director y productor de cine de Hong Kong. Popular en su país, To también ha logrado reconocimiento internacional. Se ha desenvuelto en una gran variedad de géneros, aunque en occidente es reconocido por sus películas de acción y crimen, las cuales le han valido la aclamación crítica y famosos seguidores (entre los que se incluye Quentin Tarantino, quien en una ocasión se declaró fanático de las películas sobre gánsters de To).
Sus películas más reconocidas a nivel internacional son Breaking News, Election, Election 2 (también conocida como Triad Election), Exiled, Mad Detective y Drug War. Estas películas han aparecido en varios festivales internacionales de cine, se han distribuido en salas de cine de Francia y Estados Unidos y se han vendido ampliamente a países extranjeros.
Para sus producciones cinematográficas el director normalmente cuenta con un grupo similar de actores y miembros del equipo de filmación. Descrito en ocasiones como "multifacético y camaleónico" debido a su capacidad para cambiar los tonos y los géneros entre las películas, el estilo de To es considerado como consistente, mezclando el realismo moderado y la observación social con elementos visuales y de actuación altamente estilizados. To citó a King Hu como el director que más ha influenciando su manera de hacer cine.

## Carrera

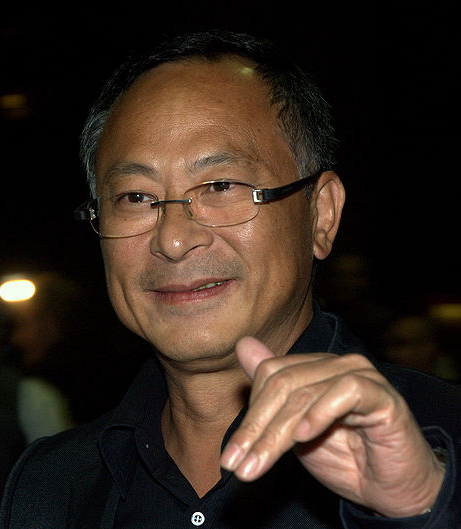
El director en 2009.

Johnnie To empezó su carrera a los 17 años como mensajero en el estudio de televisión de Hong Kong TVB. A partir de entonces empezó a ascender, trabajando como productor ejecutivo y director para programas de televisión desde 1973. En 1978 realizó su primer largometraje, pero continuó trabajando en televisión. En 1983 dirigió y escribió el guion de la serie de televisión The Legend of the Condor Heroes, basada en la novela homónima de Louis Cha.
Mientras trabajaba como asistente de dirección en la compañía Shaw Studios, dirigió en 1989 All About Ah-Long, película protagonizada por Chow Yun-fat que se convirtió en un éxito de taquilla ese año. En 1988 codirigió The Big Heat, su primera película de acción, producida por Tsui Hark. El final de la década de 1980 marcó una época de éxito comercial para To, especialmente en el género del humor. Su película de 1988 The Eighth Happiness se convirtió en la cinta más taquillera de ese año en su país natal.
En 1996, To y su colaborador frecuente Wai Ka-Fai fundaron Milkyway Image, una compañía de producción destinada a producir las películas de ambos cineastas. En abril de 2011 se anunció que To sería uno de los jueces en el prestigioso Festival de Cine de Cannes.
Su película de 2011 Life Without Principle fue seleccionada como la cinta de Hong Kong para participar en la edición número 85 de los Premios de la Academia en la categoría de mejor película de habla no inglesa, pero finalmente no fue nominada. To es miembro del Concejo de Desarrollo para las Artes de Hong Kong.

## Filmografía
| Año  | Título                           | Rol                  |
| ---- | -------------------------------- | -------------------- |
| 1980 | The Enigmatic Case               | Director             |
| 1986 | Happy Ghost III                  | Director             |
| 1987 | Seven Years Itch                 | Director             |
| 1988 | The Eighth Happiness             | Director             |
| 1988 | The Big Heat                     | Director             |
| 1989 | All About Ah-Long                | Director             |
| 1989 | The Iron Butterfly               | Productor y director |
| 1990 | The Story of My Son              | Director             |
| 1990 | A Moment of Romance              | Productor            |
| 1990 | The Iron Butterfly 2             | Productor y director |
| 1990 | The Fun, the Luck & the Tycoon   | Director             |
| 1991 | Casino Raiders II                | Director             |
| 1991 | The Royal Scoundrel              | Director             |
| 1992 | Lucky Encounter                  | Director             |
| 1992 | Justice, My Foot!                | Director             |
| 1993 | The Heroic Trio                  | Productor y director |
| 1993 | Executioners                     | Productor            |
| 1993 | The Mad Monk                     | Director             |
| 1993 | The Bare-Footed Kid              | Director             |
| 1993 | A Moment of Romance II           | Productor            |
| 1995 | Loving You                       | Director             |
| 1995 | Only Fools Fall in Love          | Productor            |
| 1995 | Fatal Assignment                 | Productor            |
| 1996 | A Moment of Romance III          | Productor y director |
| 1996 | Beyond Hypothermia               | Productor            |
| 1997 | Lifeline                         | Director             |
| 1997 | Intruder                         | Productor            |
| 1997 | The Odd One Dies                 | Productor            |
| 1997 | Too Many Ways to Be No. 1        | Productor            |
| 1997 | Final Justice                    | Productor            |
| 1998 | A Hero Never Dies                | Productor y director |
| 1998 | Expect the Unexpected            | Productor            |
| 1998 | The Longest Nite                 | Productor y director |
| 1999 | Where a Good Man Goes            | Productor y director |
| 1999 | Running Out of Time              | Productor y director |
| 1999 | The Mission                      | Productor y director |
| 1999 | Sealed with a Kiss               | Productor            |
| 2000 | Help!!!                          | Productor y director |
| 2000 | Needing You...                   | Productor y director |
| 2000 | Comeuppance                      | Productor            |
| 2000 | Spacked Out                      | Productor            |
| 2001 | Fulltime Killer                  | Productor y director |
| 2001 | Love on a Diet                   | Productor y director |
| 2001 | Running Out of Time 2            | Productor y director |
| 2001 | Gimme Gimme                      | Productor            |
| 2001 | Wu yen                           | Productor y director |
| 2002 | My Left Eye Sees Ghosts          | Productor y director |
| 2002 | Fat Choi Spirit                  | Productor y director |
| 2002 | Second Time Around               | Productor            |
| 2003 | PTU                              | Productor y director |
| 2003 | Looking for Mr. Perfect          | Productor            |
| 2003 | Turn Left, Turn Right            | Productor y director |
| 2003 | Running on Karma                 | Productor y director |
| 2003 | Love for All Seasons             | Productor y director |
| 2003 | Memory of the Youth              | Productor            |
| 2004 | Throw Down                       | Productor y director |
| 2004 | Breaking News                    | Productor y director |
| 2004 | Yesterday Once More              | Productor y director |
| 2005 | Election                         | Productor y director |
| 2006 | 2 Become 1                       | Productor            |
| 2006 | Election 2                       | Productor y director |
| 2006 | Exiled                           | Productor y director |
| 2007 | Triangle                         | Productor y director |
| 2007 | Hooked on You                    | Productor            |
| 2007 | Eye in the Sky                   | Productor            |
| 2007 | Mad Detective                    | Productor y director |
| 2008 | Linger                           | Productor y director |
| 2008 | Sparrow                          | Productor y director |
| 2008 | Tactical Unit – The Code         | Productor            |
| 2008 | Tactical Unit – No Way Out       | Productor            |
| 2008 | Tactical Unit – Human Nature     | Productor            |
| 2009 | Tactical Unit – Comrades in Arms | Productor            |
| 2009 | Tactical Unit – Partners         | Productor            |
| 2009 | Accident                         | Productor            |
| 2009 | Vengeance                        | Productor y director |
| 2009 | Push                             | Productor            |
| 2011 | Don't Go Breaking My Heart       | Director             |
| 2011 | Punished                         | Productor            |
| 2011 | Life Without Principle           | Productor y director |
| 2012 | Romancing in Thin Air            | Productor y director |
| 2012 | Motorway                         | Productor            |
| 2012 | Drug War: La guerra de la droga  | Productor y director |
| 2013 | Blind Detective                  | Director             |
| 2014 | Don't Go Breaking My Heart 2     | Director             |
| 2014 | A Complicated Story              | Presentador          |
| 2015 | Office                           | Director             |
| 2016 | Three                            | Productor y director |
| 2016 | Trivisa                          | Productor            |